# オーディブル: 鼓動を響かせて
『オーディブル: 鼓動を響かせて』（Audible）は、マシュー・オジェンズ監督、Netflix配信の2021年のアメリカ合衆国の短編ドキュメンタリー映画である。

## 内容
メリーランドろう学校のアマレ・マッキンストリー＝ホールとそのチームメイトが連勝を続けると同時に親友の自殺という悲劇に対処する姿が描かれる。

## 公開と評価
2021年7月1日に配信開始された。第94回アカデミー賞短編ドキュメンタリー映画賞にノミネートされた。